# Clubul Monster Buster
Clubul Monster Buster (în engleză Monster Buster Club și în franceză MBC - Chasseurs de monstres) este un serial de animație creat de David Michel și Vincent Chalvon-Demersay. Este o coproducție între Marathon Media, Image Entertainment Corporation și Jetix Europe cu YTV și TF1.
Înainte de premiera sa pe Jetix în Europe pe 2 iunie 2008, serialul a fost difuzat pentru prima oară pe 29 octombrie 2007 în Franța pe TF1 ca parte a blocului TFOU. Premiera în Canada a fost pe YTV pe 31 mai 2008 și 7 iunie 2008 pe blocul de programe al YTV CRUNCH.
Majoritatea episoadelor au fost externalizate la Crest Animation Studios cu Autodesk Maya. 52 de episoade au fost produse.

## Premisă
Într-un oraș mic pe nume Singletown, trei preadolescenți și un extraterestru reformează Clubul Monster Buster, o organizație secretă fondată cu secole în urmă. Clubul Monster Buster urmărește să găsească criminalii extratereștri, să îi captureze și să îi trimită către autoritățile intergalactice.

## Distribuție
- Matt Hill ca Chris
- Andrea Libman ca Samantha
- Samuel Vincent ca Danny Jackson
- Anna Cummer ca Cathy Smith